# Fredonia (Iowa)
Fredonia es una ciudad ubicada en el condado de Louisa en el estado estadounidense de Iowa. En el Censo de 2010 tenía una población de 244 habitantes y una densidad poblacional de 567,52 personas por km².

## Geografía
Fredonia se encuentra ubicada en las coordenadas 41°17′4″N 91°20′22″O / 41.28444, -91.33944. Según la Oficina del Censo de los Estados Unidos, Fredonia tiene una superficie total de 0.43 km², de la cual 0.43 km² corresponden a tierra firme y (0%) 0 km² es agua.

## Demografía
Según el censo de 2010, había 244 personas residiendo en Fredonia. La densidad de población era de 567,52 hab./km². De los 244 habitantes, Fredonia estaba compuesto por el 74.59% blancos, el 0.41% eran afroamericanos, el 2.05% eran amerindios, el 2.46% eran asiáticos, el 0% eran isleños del Pacífico, el 19.26% eran de otras razas y el 1.23% pertenecían a dos o más razas. Del total de la población el 43.85% eran hispanos o latinos de cualquier raza.